# 克图古城
克图古城，位于中国青海省门源县克图乡克图村，为第五批青海省文物保护单位，公布日期为1988年9月15日，类型为古遗址。
克图古城的历史年代为宋。